# Kristinehamns och Filipstads valkrets
Kristinehamns och Filipstads valkrets var i riksdagsvalet till andra kammaren 1908 en egen valkrets med ett mandat. Valkretsen, som alltså omfattade städerna Kristinehamn och Filipstad men inte den omgivande landsbygden, avskaffades vid införandet av proportionellt valsystem i valet 1911 och uppgick i Värmlands läns östra valkrets.

## Riksdagsman
- Karl Otto, lib s (1909–1911)

## Valresultat

### 1908
| Andrakammarvalet i Sverige 1908: Kristinehamns och Filipstads valkrets | Andrakammarvalet i Sverige 1908: Kristinehamns och Filipstads valkrets | Andrakammarvalet i Sverige 1908: Kristinehamns och Filipstads valkrets | Andrakammarvalet i Sverige 1908: Kristinehamns och Filipstads valkrets | Andrakammarvalet i Sverige 1908: Kristinehamns och Filipstads valkrets | Andrakammarvalet i Sverige 1908: Kristinehamns och Filipstads valkrets |
| Parti                                                                  | Parti                                                                  | Kandidat                                                               | Röster                                                                 | %                                                                      | ±                                                                      |
| ---------------------------------------------------------------------- | ---------------------------------------------------------------------- | ---------------------------------------------------------------------- | ---------------------------------------------------------------------- | ---------------------------------------------------------------------- | ---------------------------------------------------------------------- |
|                                                                        | Liberala samlingspartiet                                               | Karl Otto                                                              | 586                                                                    | 44,5                                                                   |                                                                        |
|                                                                        | Socialdemokraterna                                                     | Ernst August Lantz                                                     | 370                                                                    | 28,1                                                                   |                                                                        |
|                                                                        | Högersinnad                                                            | Vilhelm Bergström                                                      | 362                                                                    | 27,4                                                                   |                                                                        |
| Valdeltagande                                                          | Valdeltagande                                                          | Valdeltagande                                                          | 1,319                                                                  | 72,9                                                                   |                                                                        |

Valet ägde rum den 4 september 1908. 1 röst kasserades.